# Hell Cat
Hell Cat in Clementon Park (Clementon, New Jersey, USA) ist eine Holzachterbahn vom Modell Wooden Coaster des Herstellers S&S – Sansei Technologies, die am 18. September 2004 als Tsunami eröffnet wurde. Diesen Namen trug sie allerdings nur im Eröffnungsjahr. Von 2005 bis 2007 fuhr die Bahn unter dem Namen J2, der als Abkürzung für Jack Rabbit 2 stand, da zu diesem Zeitpunkt noch die Bahn Jack Rabbit im Park fuhr.
Im Jahr 2005 wurden Teile der Strecke vom Hersteller Great Coasters International ausgetauscht um die Fahrt weicher zu machen. 2006 besaß die Bahn nur einen Zug, da der andere Zug bei Philadelphia Toboggan Coasters war und dort überarbeitet wurde. Weiter Teile der Bahn wurden zwischen 2006 und 2007 ausgetauscht.

## Züge
Hell Cat besitzt zwei Züge des Herstellers Philadelphia Toboggan Coasters mit jeweils vier Wagen. In jedem Wagen können vier Personen (zwei Reihen à zwei Personen) Platz nehmen. Die Fahrgäste müssen mindestens 1,27 m groß sein, um mitfahren zu dürfen.